# Stijn Devolder
Stijn Devolder (Kortrijk, 29 d'agost de 1979) és un ciclista belga. Va passar al professionalisme el 2002, de la mà de l'equip flamenc Vlaanderen 2002. Actualment corre a l'equip Vérandas Willems-Crelan, després que també corregués durant un temps a l'equip Discovery Channel, de Lance Armstrong.
Els seus èxits esportius més importants són el Campionat de Bèlgica en ruta de 2007, 2010 i 2013, el Tour de Flandes de 2008, la Volta a Bèlgica de 2008 i el Campionat de Bèlgica de contrarellotge.

## Palmarès
- 2000
  - 1r al Triptyque des Monts et Châteaux i vencedor d'una etapa
  - 1r al Gran Premi de Waregem
- 2001
  - 1r a la Fletxa flamenca
  - 1r a la Volta a la Província de Lieja i vencedor de 3 etapes
  - 1r al Gran Premi de Waregem
- 2004
  - Vencedor d'una etapa dels Quatre dies de Dunkerque
- 2005
  - 1r dels Tres dies de La Panne
- 2006
  - Vencedor d'una etapa de la Volta a Bèlgica
- 2007
  -  Campió de Bèlgica en ruta
  - 1r de la Volta a Àustria i vencedor d'una etapa
  - Vencedor d'una etapa dels Tres dies de La Panne
- 2008
  -  Campió de Bèlgica de contrarellotge
  - 1r de la Volta a l'Algarve i vencedor d'una etapa
  - 1r de la Volta a Bèlgica i vencedor d'una etapa
  - 1r del Tour de Flandes
  - 1r a l'Omloop Mandel-Leie-Schelde
- 2009
  - 1r del Tour de Flandes
- 2010
  -  Campió de Bèlgica en ruta
  -  Campió de Bèlgica de contrarellotge
  - 1r de la Volta a Bèlgica
- 2013
  -  Campió de Bèlgica en ruta

### Resultats a la Volta a Espanya
- 2005. 24è de la classificació general
- 2006. 11è de la classificació general
- 2007. Abandona (19a etapa). Porta el mallot or durant una etapa
- 2009. 85è de la classificació general
- 2011. 154è de la classificació general

### Resultats al Tour de França
- 2008. Abandona (15a etapa)
- 2009. 83è de la classificació general
- 2015. 148è de la classificació general